# Hystrichopsylla multidentata
Hystrichopsylla multidentata är en loppart som beskrevs av Ma Liming et Wang Lichen 1966. Hystrichopsylla multidentata ingår i släktet Hystrichopsylla och familjen mullvadsloppor. Inga underarter finns listade i Catalogue of Life.